# Mijáilovski Pereval
Mijáilovski Pereval (del ruso: Михайловский Перевал) es un seló del ókrug urbano de Gelendzhik del krai de Krasnodar, en el sur de Rusia. Está situado en las vertientes meridionales del Gran Cáucaso, a orillas del río Doguab, afluente por la derecha del río Pshada, 24 km al sudeste de Gelendzhik y 78 km al suroeste de Krasnodar. Tenía 1 290 habitantes en 2010.
Pertenece al municipio Pshadski.

## Historia
La población autóctona de esta región es shapsug. La localidad fue fundada en 1904. Durante la guerra civil rusa tuvieron lugar aquí combates, que serían descritos en la obra de Aleksandr Serafimóvich El torrente de hierro.

## Lugares de interés
Son de destacar los dólmenes situados en el valle del río Doguab. El puerto de montaña Mijáilovski, que da nombre a la localidad, es lugar de tránsito del clima templado al clima subtropical.

## Transporte
Por la localidad pasan las carreteras federales M4 Don Moscú-Novorosíisk y M27 Novorosíisk-frontera abjasa, que comparten calzada en este tramo.